# ユースホステル高砂屋旅館
ユースホステル高砂屋旅館（ユースホステルたかすやりょかん）は、日本ユースホステル協会に加盟していた静岡県のユースホステル。旧称『高砂屋』『高砂屋旅館』『高砂屋ホステル』。

## 概要
1960年12月15日に開館した旅館兼業のユースホステル。木造2階建てで、土肥神社の前にあった。国民宿舎と兼業していた時期もあった。2010年11月30日付でユースホステルとしての契約を解除した後も旅館としての営業を継続していたが、現在は廃業している。

## 設備
以下は閉館時の状況である。
- 朝の浴室およびシャワー利用可
- 荷物預かりあり
- 周辺にテニス場やグラウンドあり
- 周辺にハイキングコースあり
- 施設内に温泉あり
- 周辺に温泉あり
- 談話室あり
- コインランドリーあり
- 駐輪場あり
- 駐車場あり
- 家族グループ等で一室利用可
- 特別料理の提供あり
- シングルルームあり

## アクセス
- 伊豆箱根鉄道駿豆線『修善寺駅』より西伊豆東海バス『土肥温泉』行き『馬場』バス停下車、徒歩3分。
- 『土肥港』より徒歩15分。